# Cuarteto con oboe (Mozart)
El Cuarteto para oboe y cuerdas en fa mayor, K. 370, es una obra compuesta por Wolfgang Amadeus Mozart a principios de 1781. El cuarteto está orquestado para oboe, violín, viola y violonchelo. En 1780, Mozart recibió una invitación para asistir a Múnich para visitar al Elector Karl Theodor, que le había encargado la ópera Idomeneo para una celebración de carnaval. Mientras estaba en Múnich, Mozart reanudó su amistad con Friedrich Ramm, un virtuoso oboísta de la orquesta de Múnich. Mozart compuso este cuarteto para él.

## Movimientos
La obra consta de tres movimientos:
1. Allegro
2. Adagio
3. Rondeau: Allegro